# Yuri Landman
Yuri Landman, nizozemski glasbenik, izdelovalec eksperimentalnih glasbil in pedagog, * 1. februar 1973, Zwolle. 
Po končani striparski karieri in ustvarjanju v zasedbah Zoppo in Avec-A, se je v celoti posvetil izdelovanju in oblikovanju unikatnih glasbil. 

## Biografija
Leta 2006 je stopil v stik z bandom Liars in po šestih letih prototipiranja za njih v celoti razvil Moodswinger (12-strunske električne citre). Temu so sledila naročila mnogih drugih, med drugim se Yurijevih glasbil lahko naužijte ob poslušanju Sonic Youth, Half Japanese, Enon, Lou Barlow, dEUS, The Dodos, Blood Red Shoes, HEALTH, Liam Finn, The Luyas, The Veils, Melt-Banana, Micachu & The Shapes, The Go! Team, These Are Powers, Kate Nash, Women, Action Beat.
Leta 2008 je začel z intenzivnimi predavanji in predstavitvami svojih DIY glasbil ter tako leto kasneje pognal projekt Home Swinger, ki v slogu "Gesamtkunstwerk" na podlagi DIY delavnic udeležencem ponuja celotno glasbeno izkušnjo, od sestavljanja inštrumenta do skupinskega igranja v slogu Glenna Brance. Objavil je članke v Premier Guitarju. Leta 2018 je oblikoval serijo glasbenih diagramov.
Obe glasbili - Moodswinger in Home Swinger - sta del stalne zbirke Muzeja glasbenih inštrumetov v Phoenixu, Arizona.

## Diskografija
- Chi pratica lo impare zoppicare LP (1998)
- Nontonnen promo 7" (1998)
- Double the fun splitt 7" (1999)
- Belgian Style Pop CD (1999)
- Vivre dans l’aisance CD (2004)
- Yuri Landman Ensemble feat. Jad Fair & Philippe Petit - That's Right, Go Cats (LP/CD 2012, Siluh Records/Thick Syrup Records)
- Bismuth - s/t (LP 2014,  Geertruida Records)